# Leopold Israelsson
Viktor Leopold Israelsson (ur. 18 października 1934 w Lycksele, zm. 17 października 1971 w Västerås) – szwedzki zapaśnik walczący w stylu klasycznym. Olimpijczyk z Rzymu 1960, gdzie zajął dwunaste miejsce w kategorii do 79 kg.
Mistrz Szwecji w 1960 i 1962 roku.

## Letnie Igrzyska Olimpijskie 1960
| Konkurencja          | Rundy eliminacyjne         | Rundy eliminacyjne  | Rundy eliminacyjne     | Klas. końcowa |
| Konkurencja          | Przeciwnik I               | Przeciwnik II       | Przeciwnik III         | Miejsce       |
| -------------------- | -------------------------- | ------------------- | ---------------------- | ------------- |
| 79 kg styl klasyczny | Nikołaj Czuczałow (ZSRR) P | Luís Caldas (POR) Z | Dimityr Dobrew (BGR) P | 12.           |